# Olszanka (Opole)
Olszanka (in tedesco Alzenau) è un comune rurale polacco del distretto di Brzeg, nel voivodato di Opole.
Ricopre una superficie di 92,61 km² e nel 2004 contava 4 987 abitanti.